# 楊邦翰
楊邦翰（？年—？年），號羽君，广东广州府南海县籍，番禺县人。明末政治人物。

## 生平
崇祯三年（1630年）庚午科广东乡试舉人，四年（1631年）联捷辛未科进士，兵部观政后，授溧水县知县，六年任应天府乡试同考官，七年调任沅陵县，九年升南京工部都水司主事，十一年巡视漕运，升屯田司郎中。十二年升任福州府知府，遷广西提学副使，以奉养双亲辞职归乡。
南明永曆时，授官太仆寺卿。四年庚寅（1650年），与先朝舊輔黃士俊、何吾騶及鄉紳李貞、吳以連降清。